# Десант на косу Тузла
Десант на косу Тузла — тактический десант на косу Тузла в Керченском проливе, высаженный 6—9 октября 1943 года силами Черноморского флота в ходе Новороссийско-Таманской наступательной операции Великой Отечественной войны.

## Оперативная обстановка
К 5 — 6 октября 1943 года войска Северо-Кавказского фронта (генерал-полковник И. Е. Петров) завершили очищение Таманского полуострова от немецких войск — 17-й армии (командующий — генерал инженерных войск Эрвин Йенеке). Германское командование срочно эвакуировало свои войска с Таманского полуострова в Крым, но часть их скопилась на косе Тузла, которую противник старался удержать в своих руках. Обладание этой косой давало противнику полный контроль над Керченским проливом, что делало невозможным высадку советских войск в Крым на этом наиболее удобном участке, также не позволяло использовать порты Темрюк и Тамань. Низменная песчаная коса была хорошо укреплена, противник располагал на ней артиллерией и миномётами, также его войска на косе (свыше 500 человек) поддерживались артиллерийским огнём с крымского берега.

## Ход операции
В ночь на 6 октября в южной части косы кораблями Черноморского флота (катера и мотоботы) был высажен десант в составе 144-го батальона 83-й бригады морской пехоты с одним 76-мм орудием. Десант сразу встретил отчаянное сопротивление врага и был заблокирован на прибрежной полосе. Окопавшись в песке, морские пехотинцы отбивали ожесточенные атаки, сами контратакуя. Бой принял крайне упорный характер. О его ожесточённости можно судить по тому факту, что через несколько часов в высаженном батальоне погибли три командира рот из четырёх, а также заместитель командира батальона и 2 командира взводов. Вместе с тем, примерно треть косы батальон сумел отбить.
Видя критическое положение подчинённых, днём 6 октября на плацдарм высадился командир 83-й бригады морской пехоты подполковник Ф. Д. Овчинников с подкреплением — ротой разведки. Он приказал прекратить атаки и подготовить доставку подкреплений. В ночь на 7 октября на плацдарм началась высадка 305-го батальона морской пехоты и 3-х орудий из состава 108-го истребительно-противотанкового полка. Под мощным артогнём немцев с крымского берега один мотобот был потоплен прямым попаданием снаряда, а командир второго струсил и не высадил десант, вернувшись с ним на пристань Гадючий Кут. Высадить на косу удалось только 53 морских пехотинца и 2 орудия с ограниченным количеством боеприпасов.
Командующий 18-й армией К. Н. Леселидзе после получения доклада потребовал немедленной доставки подкреплений на плацдарм. Под прикрытием усилившегося дождя и тумана катерам и мотоботам удалось совершить ещё 2 рейса на косу. В первом из них (около 11.30) было доставлено 150 бойцов, 2 орудия, 58 ящиков боеприпасов. Во втором рейсе (к 23.00) высадили ещё 114 бойцов с пулемётами и миномётами, 3 орудия, боеприпасы. Была усилена артиллерийская поддержка десанта с Таманского полуострова: там были развернуты несколько артиллерийских и зенитных батарей, организовано истребительное прикрытие против активно действовавшей немецкой авиации. В течение дня немцы на косе трижды переходили в контратаки, но продвинуться не смогли. Уже в сумерках десант начал ответную атаку, оттеснив немцев в центральную часть косы.
С рассветом 8 октября бой возобновился. Двигаясь в цепях морских пехотинцев, орудия вели огонь прямой наводкой. Противника пытались оттеснить к западной оконечности косы, но продвижение было очень медленным. Узость косы и отсутствие на ней естественных укрытий не позволяли применять обходы и фланговые удары. В течение всей операции вражеская авиация упорно прорывалась к косе, нанося удары по десанту. Каждая из сторон вела артиллерийский огонь со своего берега Керченского пролива по войскам противника на косе. В течение дня на помощь десанту были высажены мотоботами 170 морских пехотинцев, 3 орудия, боеприпасы, продовольствие. Авиация Черноморского флота совершила за сутки 4 групповых авианалёта по немецким позициям на косе Тузла. Личный состав десанта был доведён до 742 человек, что создало превосходство над противником.
Убедившись в бессмысленности обороны Тузлы, немцы в ночь на 9 октября попытались эвакуировать свой гарнизон, но это было замечено разведкой. Огнём артиллерии удалось потопить 2 немецких катера. Отряд прикрытия эвакуации был атакован десантниками и уничтожен. К 7 часам утра коса Тузла была полностью очищена от противника, основная часть немецкого гарнизона была уничтожена.

## Результаты
По данным журнала боевых действий 18-й армии, за трое суток боя на Тузле уничтожено свыше 500 солдат и офицеров противника, 1 артиллерийская и 2 миномётные батареи, 16 пулемётов. Захвачены 1 орудие, 5 миномётов, 4 пулемёта, 3 склада.
Личный состав десанта также понёс значительные потери: 77 убитых, 158 раненых, 1 орудие, 3 пулемёта, потоплен 1 мотобот (на борту находилось артиллерийское орудие, 10 бойцов, 4 человека команды; все погибли).
На захваченной косе была немедленно развёрнута артиллерийская группировка, сыгравшая большую роль в форсировании Керченского пролива в ходе Керченско-Эльтигенской операции (ноябрь 1943 года) и удержании Керченского плацдарма (по апрель 1944 года).

## Документы
- Выписка из журнала боевых действий 18 А за первую половину сентября 1943 года. С.7—9 // ОБД «Память народа»